# Wawrzyniec Mitzler de Kolof
Wawrzyniec Krzysztof Mitzler de Kolof (ur. 26 lipca 1711 w Heidenheim, zm. 8 maja 1778 w Warszawie) – niemiecki teoretyk muzyki (muzykolog), filozof, lekarz, matematyk, historyk, tłumacz, nauczyciel, drukarz, wydawca, redaktor czasopism i księgarz. Współzałożyciel i jeden z inicjatorów Towarzystwa Literatów w Polszcze działającego w latach 1765-1770.

## Życiorys
Urodził się 26 lipca 1711, jako syn Jana Jerzego, urzędnika w służbie margrafa von Ausbach. Pierwsze nauki pobierał w Ausbach. Studia muzyczne ukończył (jako uczeń J.S. Bacha) w Lipsku, choć początkowo (1731) studiował teologię i filozofię – w roku 1734 uzyskał stopień magistra filozofii. Zajmował się literaturą muzyczną i rozpoczął (1736) jako redaktor, w Lipsku wydawanie czasopisma muzycznego „Neu-Eröffnete Musikalische Bibliothek”. Następnie podjął w Wittenberdze studia prawnicze i medyczne. W roku 1738 założył „ersten im modernen Sinne musikwissenschaftlichen Gesellschaft in Deutschland” (pierwsze towarzystwo muzyczne korespondencyjne w nowoczesnym tego słowa znaczeniu w Niemczech) o nazwie: die Korrespondierende Sozietät der musikalischen Wissenschaften potocznie nazywane: Mizlersche „Societät”. Jego członkowie, w liczbie około 20, mieli „wyróżniać się wiadomościami muzycznymi - teoretycznymi i praktycznymi, pozycją i życiem”. Każdy członek miał obowiązek przedstawić swoją rozprawę z dziedziny teorii muzyki albo kompozycję, ofiarować Towarzystwu swój portret oraz przynajmniej 1 pracą rocznie przyczyniać się do rozwoju muzyki i nauki o muzyce. Tematyka prac była bardzo szeroka: od filozofii poprzez historię, akustykę aż po retorykę i poezję. Członkami towarzystwa byli m.in.: Georg Philipp Telemann, Georg Friedrich Händel, Johann Sebastian Bach (od czerwca 1747 r.) i Leopold Mozart.
Od 1743 roku (po przyjeździe do Polski) został nauczycielem synów kanclerza wielkiego koronnego Jana Małachowskiego i zamieszkał w Końskich. Po kilku latach (1747) w Erfurcie ukończył studia medyczne (uzyskał tam doktorat), po czym powrócił do Końskich. Wrócił do Warszawy, gdzie osiadł w roku 1749, rozpoczął praktykę lekarską i wkrótce został nadwornym lekarzem Augusta III. Do jego protektorów należał Józef Aleksander Jabłonowski (1711-1777).

## Twórczość

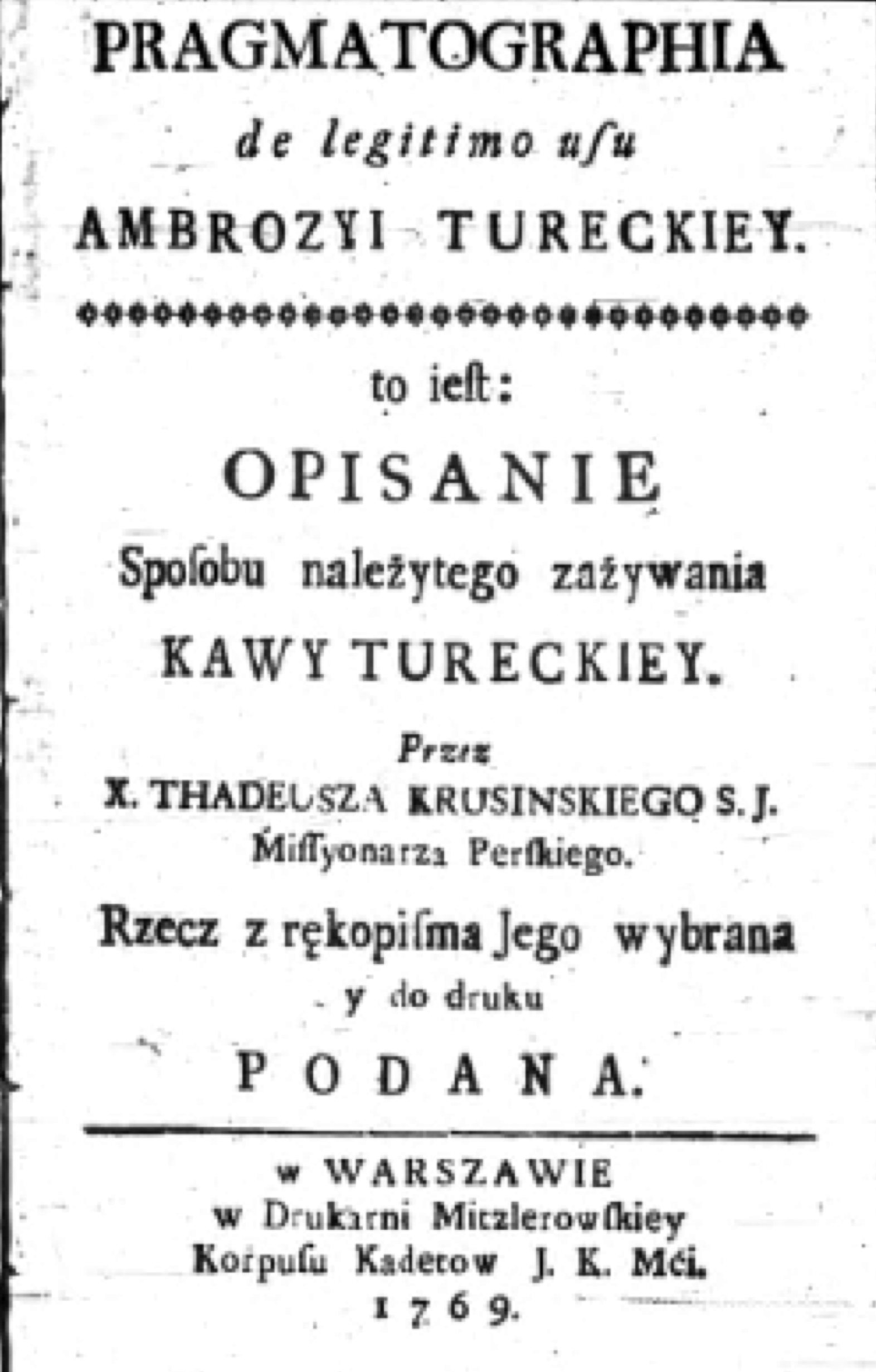
Praca Tadeusza Krusińskiego na temat parzenia kawy z 1769 wydana w drukarni mitzlerowskiej Korpusu Kadetów.

### Działalność wydawnicza
Mitzler de Kolof rozpoczął działalność wydawniczą w Polsce w 1743. Związał się wówczas z Biblioteką Załuskich, dla której redagował i wydawał pierwsze polskie czasopismo naukowe „Warschauer Bibliothek” (1753–1755) i „Acta litteraria Regni Poloniae et Magni Ducatus Lithuaniae” (1755–1756); czasopisma popularnonaukowe: Nowe Wiadomości Naukowe i Uczone (1758-61 i 1766-67) oraz czasopisma Patriota Polski i „Monitor” (1773-85), którego był redaktorem naczelnym. Za wydania pism historycznych otrzymał tytuł historiografa Królestwa Polskiego i medal Merentibus. Pierwotnie drukował w Lipsku a od 1756 roku w Warszawie, gdzie od polskiego króla uzyskał pozwolenie na założenie księgarni oraz drukarni pod nazwą Drukarnia Jego Królewskiej Mości i Rzeczypospolitej Mitzlerowskiej lub Drukarnię Jego Królewskiej Mości Mitzlerowska. Założył również odlewnie czcionek Wydawał w wielu językach: polskim, łacińskim, francuskim i niemieckim. Były to inicjowane oraz przygotowywane przez członków Towarzystwa Literatów w Polszcze dzieła literackie, kalendarze oraz podręczniki szkolne. Drukarnia mitzlerowska wydała m.in. 17 podręczników dla kadetów Szkoły Rycerskiej, a także modlitewniki.
Po jego śmierci drukarnia została przemianowana na Drukarnię Korpusu Kadetów i kierowana przez Adama Gieryka Podebrańskiego, a następnie przez Piotra Dufoura.

### Ważniejsze dzieła
- Dissertatio quod musica ars sit et pars eruditionis philosophicae, Leipzig 1734; wyd. następne: Dissertatio quod musica scientia sit et pars..., Leipzig 1736; wyd. 3 Leipzig 1740
- „Neu eröffnete musikalische Bibliothek”, Hilversum: Knuf, 1736
- [Neu eröffnete musikalische Bibliothek] Lorenz Mizlers der Weltweisheit und der freyen Künste Lehrers auf der Academie zu Leipzig und der Societet der musikalischen Wissenschafften Mitglieds und Secretarius Neu eröffnete Musikalische Bibliothek oder Gründliche Nachricht nebst unpartheyischem Urtheil von musikalischen Schriften und Büchern, Leipzig, 1736-1752
- Anfangs-Gründe des General Basses nach mathematischer Lehr-Art abgehandelt und vermittelst einer hierzu erfundenen Maschine auf das deutlichste vorgetrager, Leipzig 1739
- Medizinische Abhandlung vom Nutzen und Gebrauch des Universal-Wundbalsams, brak miejsca wydania (1744); wyd. następne: Leipzig 1747
- De usu ac praestantia medicamentorum chemicorum, Warszawa 1751
- consultatio de necessitate cellegii medici auctoritate Regia Varsaviae erigendi, Warszawa 1752
- De usu et praesentia philosophiae in theologia, iurisprudentia, medicina, Warszawa (przed rokiem 1769)
- Anfangsgründe des Generalbasses aus der Natur und Grössenlehre, Warszawa 1769
- Briefe eines Gelehrten aus Wilna an einen bekannten Schriftsteller in Warschau die polnischen Schaubühnen betreffend, Warszawa 1775-1776, przedr. L. Bernacki w: Teatr, dramat i muzyka za Stanisława Augusta t. 1, Lwów 1925
- Historia numizmatyki polskiej, niewydana (unform.: G. Korbut).

Mitzler artykuły swe umieszczał także w czasopismach: „Acta Litteraria Regni Poloniae et Magni Ducatus Lithuaniane” (redaktor: 1755-1756; tu m.in.: Epistola ad Polonos litteratos, 1755), „Monitor” (1769-1770; redaktor: 1773-1777), „Nowe Wiadomości Ekonomiczne i Uczone” (redaktor: 1758-1761 i 1766-1767); „Warschauer Bibliothek” (redaktor: 1753-1755).

### Przekłady
1. Musikalischer Staarstechter in welchem rechtschaffene Musicverständigen Fehler bescheiden angemerket, eingebildeter und selbstgewachsener so genannter Componisten Thorheiten aber lächerlich gemachet werden. Als ein Anhang ist der Hrn. Riva, des Herzogs von Modena Residenten zu London, Nachricht für die Sängerä und Componisten beigefüget, und aus dem Italiänischen ins Deutsche übersetzt, Lipsk 1740
2. L. J. Fux: Gradus ad Parnassum oder Anführung zur regelmässigen musikalischen Composition, auf eine neue, gewisse und bisher noch niemals in so deutlicher Ordnung an das Licht gebrachte Weise... Aus dem Lateinischen ins Deutsche übersetzt und mit nötigen und nützlichen Anmerkungen versehen, Lipsk 1748
3. „Monitor” auf das Jahr 1765. Aus dem Polnischen ins Deutsche übersetzt, mit einer Vorrede, Warszawa 1766
4. „Monitor” auf das Jahr 1766. Aus dem Polnischen ins Deutsche übersetzt, mit einer Vorrede, Warszawa 1767
5. E. Sixtus: De thermarum Sclanarum usu recto maloque, Warszawa 1780, (tłum. z języka polskiego, współautor przekładu – J.E. Minasowicz).

### Prace edytorskie
1. W. J. Rudawski: Historiarum Poloniae ab excessu Vladislai IV ad pacem Olivensem usque libri IX seu Annales regnante Ioanne Casimiro Poloniarum Sueciaeque rege, ab anno 1648 usque ad annum 1660... Ex manuscripto celeberrimae Bibliothecae Zaluscianae edidit, notas, ubi opus videbatur, et historiam in compendio ab anno 1660 usque ad annum 1668 adiecit ac praefatus est..., Warszawa 1755
2. S. Starowolski: De claris oratoribus Sarmatiae... Cum praefatione, „Acta Litteraria Regni Poloniae et Magni Ducatus Lithuaniae” 1756 trim. 2, s. 77-106 i odb. Warszawa 758
3. J. Ch. Gottsched: Pierwsze prawdy całej filozofii, Warszawa 1760, (z przedmową Mitzlera)
4. Historiarum Poloniae et Magni Ducatus Lithuaniae scriptorum quotquot ab initio Reipublicae Polonae ad nostra usque tempora extant omnium, collectio magna ordine chronologico digesta ob exemplarium raritatem iterum typis exscriptorum suppeditante celeberrima Bibliotheca Zalusciana. Editit, varias adnotationes adiecit ac praefatus est... t. 1-5, Warszawa 1761-1777
5. S. Konarski: Von einem nützlichen Mittel zum Bestande der ordentlichen Reichstäge in Pohlen. Aus dem Polnischen ins Deutsche übersetzt cz. 1-2, Warszawa 1762
6. Kalendarz nowy gospodarski i historyczny, Warszawa 1764-1767
7. A. M. Fredro: Monita politico-moralia et icon ingeniorum, Warszawa 1765, (z przedmową Mitzlera)
8. Catalogus omnium librorum et scriptorum, Warszawa 1766
9. J.P. Boudier de Villermet: Przyjaciel białogłów, „Nowe Wiadomości Ekonomiczne i Uczone” 1766, zeszyt 7 – 1767, zeszyt 12
10. F. A. Pomey: Pantheum mithicum, albo bajeczna bogów historia, Warszawa (1768); z przedmową Mitzlera; teksty wierszowane przełożył J.E. Minasowicz.

### Listy
1. Do J. Ch. Gottscheda 7 listów z lat 1740, 1743, rękopis: Sächsiche Landesbibliothek w Dreźnie, sygn. M. 166.8. (odpisy)
2. Do J. A. Załuskiego z lat: 1748, 1755, 1758, 1760, 1763, 1767, rękopisy: Biblioteka Narodowa, sygn. 3248, 3255, 3258, 3260, 3263, 3267
3. Do A. S. Załuskiego z 7 grudnia 1754, rękopis: Biblioteka Narodowa, sygn. 3226
4. Do Clodiusa z 17 czerwca 1759, rękopis: Sächsiche Landesbibliothek w Dreźnie, sygn. C. 110a
5. Korespondencja z U. Radziwiłłem, fragmenty ogł. W. Konopczyński w: Mrok i świt, Warszawa 1911
6. Do Stanisława Augusta z 16 stycznia 1774, rękopis: Biblioteka PAN Kraków, sygn. T. 2220/I
7. Od J. A. Załuskiego z 19 września 1748, rękopis: Biblioteka Narodowa, sygn. 3248.

## Upamiętnienie
W języku polskim ukazała się na jego temat praca Joanny Falenciak, Lorenz Christoph Mizler a polska kultura muzyczna w drugiej połowie 18 wieku (Muzyka 20 (1975), nr 4, s. 95-103).